# Сражение на Нареве
Сражение на Нареве (нем. Schlacht am Narew) или Наревская операция — наступательная операция войск армейской группы Гальвица и 8-й германских армий, проводившаяся с 10 (23) по 20 июля (2 августа) 1915 года с целью форсирования Нарева и последующего окружения находившихся западнее Вислы русских войск. Последовала после успешного для немецких войск прорыва русских позиций под Праснышем.

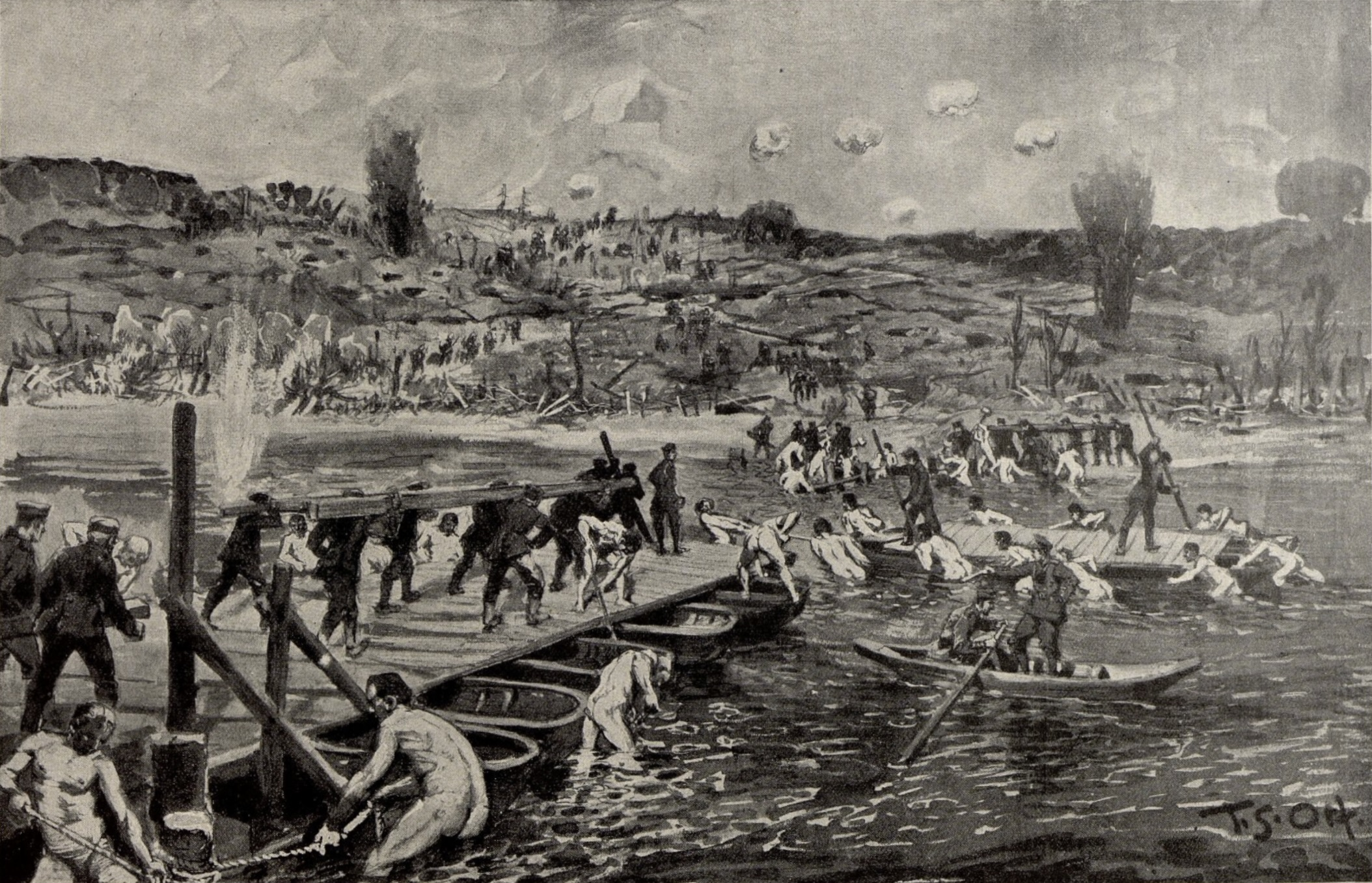
Немецкие сапёры строят переправы через Нарев

## План германского командования
После выхода войск армейской группы Гальвица к Нареву германское верховное командование настаивало на продолжении наступления через эту реку на юг навстречу армиям А. фон Макензена, наступавшим на север в район восточнее Варшавы. Гинденбург отдал приказ 8-й и армейской группе Гальвица в кратчайший срок закончить подготовку и возобновить операцию. Решение Гальвица сводилось к следующему: 1) направить сильные удары на позиции русских у Рожан и Пултуска; 2) под их прикрытием форсировать Нарев выше и ниже Рожан, пользуясь лесами в долине реки. Выполнение этого замысла привело к сражению на реке Нарев. Оно развернулось на фронте свыше 140 км и продолжалось 11 дней с 10 (23) июля по 20 июля (2 августа).

## Первый этап сражения
В ночь на 10 (23) июля противник внезапно атаковал предмостную позицию у Рожан. Русские вынуждены были отойти на вторую линию обороны. Три германские дивизии имели против себя 1,5 дивизии. Неприятелю удалось переправиться ниже города. Созданная им угроза выхода в тыл русских заставила их оставить Рожан и отступить на левый берег реки. Между Рожаном и Пултуском германцы без особого труда перешли Нарев.
С утра 10 (23) июля была атакована Пултусская предмостная позиция. Русские два дня отбивали натиск превосходящих сил противника, а затем под их нажимом стали медленно отходить, частью на левый берег Нарева, частью на Сероцкую предмостную позицию.
К исходу первого дня боёв 1-я армия заняла позиции по линии Хелсты — Лахи — Коморово — Заторы, оставив на правом берегу лишь один корпус (на левом фланге — на линии Насельск — Цексин). Командующий
армией генерал от кавалерии А. И. Литвинов сообщал командованию фронта, что «на новой линии войска его армии не будут в состоянии долго держаться: самая линия не укреплена, а на правом фланге и неудобна для обороны».
Итогом боевых действий у Рожан и Пултуска было то, что противнику удалось форсировать Нарев. Открывался свободный путь на Седлец. Создавались условия для выхода немцев на пути отхода 2-й армии из-под Варшавы. Командующий армиями Северо-Западного фронта М. В. Алексеев получил разрешение эвакуировать Варшаву и 11 (24) июля отдал предварительную директиву командующим армиями, в которой намечался общий отход 12-й, 1-й, 2-й и 4-й армий на линию Ломжа — Остров — Венгров — Седлец — Коше, при этом «1-я армия, в лице своего командного состава и войск, должна была проявить полную энергию, выдающуюся твердость и упорство, дабы обеспечить спокойное выполнение маневра 2-й и отчасти 4-й армиями».

## Второй этап сражения
Хорошо укрепленная позиция у Сероцка занимала фланговое положение по отношению к рекам Буг и Нарев. Между Наревом и Западным Бугом имелось много болот. Все эти обстоятельства облегчали русским организацию обороны данного района. Выполняя директиву Алексеева, 1-я армия начала контратаковать переправившиеся через Нарев войска противника.
В ходе боев 12-13 (25-26) июля, несмотря на попытки русских войск активными действиями вернуть утраченные позиции, восстановить положение не удалось. Так в первой половине дня 13 (26) июля 21-й армейский корпус попытался ликвидировать германский плацдарм у Рожана, но был отбит, в том числе и артобстрелом с противоположного берега Нарева. В 18:00 этого же дня немцы атаковали стык между 21-м и 4-м Сибирским корпусом, заставив отойти левый фланг последнего.
11 (24) июля немцы переправились через Нарев севернее Пултуска и создали плацдарм на левом берегу, но русскому командованию удалось прикрыть двумя корпусами направление на Вышков.
Так как попытки германских войск переправиться через Нарев ниже Пултуска оказались напрасными, с 14 (27) июля основные усилия немцев были сосредоточены на своём левом крыле на направлении Остров, в стык между 1-й и 12-й русскими армиями. Им удалось немного потеснить русские корпуса. В ожесточённых боях оба противника понесли большие потери.
Вслед за группой Гальвица и 8-я армия после упорных боев также вышла на Нарев между Шквой и Писой, но на южный берег Нарева, близ устья Шквы, переправилась лишь небольшая часть сил, и 15—17 (28—30) июля правый русский фланг был вынужден отойти на фронте Остроленки под натиском немцев на левый берег реки. 22 июля (4 августа) германскими войсками была занятая эвакуированная русскими Остроленка.

## Результаты
21 июля (2 августа) Алексеев приказал очистить левый берег Вислы, и 22—23 июля (4—5 августа), оставив Варшаву, русские войска спокойно отошли на правый берег реки, взорвав все мосты, а к 7 августа войска фронта, выйдя из-под фланговых ударов, отошли на линию Осовец — Ломжа — Брок — Венгров — Любартов — Ковель, не дав Праснышской группе противника, энергично наступавшей на Пултуск и далее на юг, выиграть тыл и фланг русских армий. Новогеоргиевск, исполнив свою маневренную задачу по обеспечению отхода левобережной группы русских войск, пал. Это повело к пленению тех полевых войск, которые Алексеев по непонятной причине оставил там для усиления гарнизона.